# Nevada State Route 318
Nevada State Route 318 är en väg i Nevada. Den byggdes 1991 och går mellan U.S. Route 93 (US 93) vid Crystal Springs mot norr till en plats på U.S. Route 6 cirka 40 km syd väst om Ely, Nevada.